# Chapelle-aux-Filtzméens
Chapelle-aux-Filtzméens é uma comuna francesa na região administrativa da Bretanha, no departamento Ille-et-Vilaine. Estende-se por uma área de 6,41 km². Em 2010 a comuna tinha 838 habitantes (densidade: 130,7 hab./km²).